# 41 anni vergine
41 anni vergine (The 41-Year-Old Virgin Who Knocked Up Sarah Marshall and Felt Superbad About It) è un film del 2010 diretto da Craig Moss.
Film parodia statunitense prodotto solo in versione home-video.

## Trama
Andy è un vergine di 41 anni che vive con i suoi amici "in età da liceo" Seth, Sanjay, Jonah e Michael. Lavora part-time in un club come cabarettista fallito con il suo amico Blaqguy, che soffre del morbo di Benjamin Button. Apparentemente ignaro di qualsiasi tentativo da parte delle donne di andare a letto con lui, è rimasto vergine e non si è nemmeno masturbato, con grande dispiacere di Blaqguy.

## Film originali a cui si ispira la parodia
- 40 anni vergine (parodia principale)
- Molto incinta (altra parodia principale)
- Non mi scaricare (altra parodia principale)
- Su×bad - Tre menti sopra il pelo (altra parodia principale)
- Il curioso caso di Benjamin Button (altra parodia principale)
- Twilight
- Kill Bill (la scena dell'occhio)
- Attenti a quella pazza Rolls Royce
- Il petroliere
- The Millionaire (la scena del bagno)